# Estación marítima

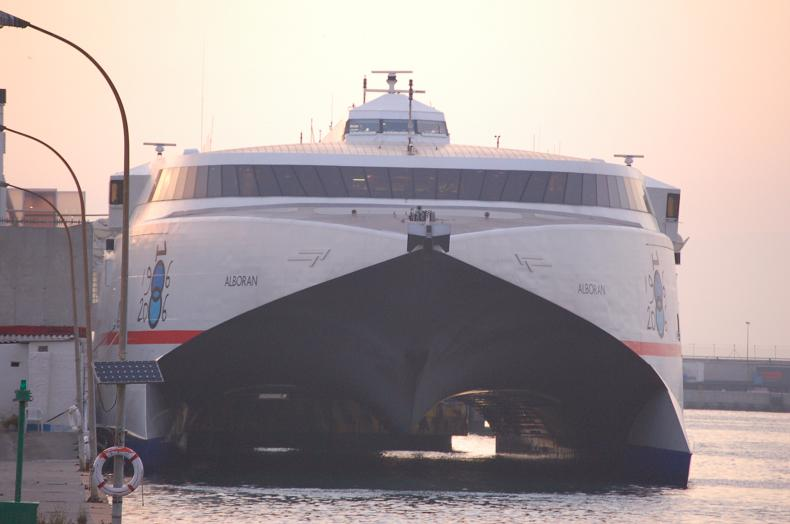
Catamarán de alta velocidad Alborán en la estación marítima de Ceuta.

Una estación marítima, terminal marítima o terminal marítima de pasajeros, es una instalación situada en un puerto en la que se turnan las salidas de barcos a diferentes puertos, para transporte de pasajeros. Algunas de estas terminales también incluyen otros servicios comerciales para servir a los pasajeros, como restaurantes, heladerías y tiendas.
- Datos: Q4303352
- Multimedia: Passenger ship terminals / Q4303352